# 프로코피옙스키군
프로코피옙스키군(러시아어: Прокопьевский район)는 케메로보 주에 위치한 군이고, 중심지는 프로코피옙스크이다. 1930년에 설치되었다.